# Schans bij Ameide
De Schans bij Ameide was een schans aan de oostzijde van het Nederlandse stadje Ameide. De schans lag bij de buurtschap Sluis en was tijdens de Hollandse Oorlog in 1672 door het Staatse leger aangelegd. Door de inundatie van de polders maakte het Franse leger noodgedwongen gebruik van de hoge rivierdijken; de schans bij Ameide moest deze opmars tegenhouden. Het verdedigingswerk was dwars op de Lekdijk aangebracht en bestond uit een dubbele rij palissaden, een borstwering van gevlochten wilgenhout, en een aarden wal van circa 2 meter hoog.
De schans werd bemand door 300 soldaten en enkele officieren, onder leiding van kolonel Joseph Bampfield. Geheel onverwacht werd de schans omtrent 4 uur in de nacht van 27 november 1672 aangevallen door een Frans leger van 800 soldaten, 200 ruiters en 150 officieren: enkele Staatse deserteurs hadden de Franse soldaten namelijk langs de uiterwaarden en de dijk tot vlak bij het verdedigingswerk gebracht, waarna de schans en de verdedigers door de Franse grenadiers werden bestookt met granaten. Vervolgens werd de schans bestormd. De Staatse soldaten wisten te ontkomen, maar het stadje Ameide werd daarna door het Franse leger geplunderd en grotendeels verwoest.
Vanuit Gorinchem werden hulptroepen onder leiding van veldmaarschalk Paulus Wirtz naar Ameide gestuurd, maar toen die in de ochtend aankwamen was het Franse leger al weer vertrokken. De terugtocht van de Fransen verliep ongunstig. Zij werden door twee uitleggers, Hollandse schepen die op de Lek voor anker lagen, op hun terugtocht door de schans met kanonnen onder vuur genomen waarbij aan de Franse zijde diverse doden vielen. Iets verder, bij Achthoven werd een adellijke Franse officier door een geweerschot dodelijk getroffen. 
Aan Staatse zijde waren er uiteindelijk slechts twee doden gevallen; de schans had nauwelijks schade opgelopen.
Anno 2020 is er van de schans niets meer aanwezig in het landschap.